# Albert Wehrer
Albert Wehrer, né le 30 janvier 1895 à Luxembourg et décédé dans la même ville le 31 octobre 1967, est un diplomate luxembourgeois. Il a été le premier membre luxembourgeois de la Haute Autorité de la Communauté européenne du charbon et de l'acier (CECA) et y a siégé le 1952 à 1967.

## Biographie
Albert Wehrer a effectué des études de droit aux universités de Genève, où il passe la plus grande partie de la Première Guerre mondiale, Liège et Strasbourg. Il obtient sa licence en 1921, puis est avocat à Strasbourg. En 1926, il devient conseiller juridique auprès du Ministère luxembourgeois des affaires étrangères. Il y effectue une carrière rapide : il est d'abord représentant permanent du Luxembourg auprès de la Société des Nations et devient, en 1938, secrétaire-général du gouvernement luxembourgeois.
Lorsque le gouvernement luxembourgeois s'exile le 10 mai 1940 après l'invasion allemande, Albert Wehrer met sur pied, sur demande de l'administration militaire allemande, une commission d'administration du pays qui doit être l'interlocuteur de l'administration allemande. Il est toutefois démis de ses fonctions le 22 octobre 1940 par le Gauleiter Gustav Simon et est interné en Allemagne. Il y entretient des contacts avec une série de résistants allemands, dont Carl Friedrich Goerdeler, maire de Leipzig impliqué dans l'attentat du 20 juillet 1944 contre Adolf Hitler.
Après la guerre, Albert Wehrer est nommé chef de la mission luxembourgeoise, avec le rang de colonel, auprès de la Commission alliée de contrôle à Berlin. Il est ensuite représentant luxembourgeois à Bonn à partir de 1949, puis ambassadeur à Paris. Dans cette fonction, il participe aux négociations qui mènent à la création de la Communauté européenne du charbon et de l'acier (CECA) et devient le premier membre luxembourgeois de sa Haute Autorité. Il y siège jusqu'en 1967.
Lors de son séjour à Paris, Albert Wehrer devient ami avec Angelo Giuseppe Roncalli, le futur pape Jean XXIII, alors nonce apostolique et doyen du corps diplomatique à Paris.

## Prix et distinctions
- Grande croix de l'Ordre du mérite de la République fédérale allemande.
- Grande croix fédérale du mérite d'Autriche.
- Chevalier de la Légion d'honneur française.

## Sources
- (de) Cet article est partiellement ou en totalité issu de l’article de Wikipédia en allemand intitulé « Albert Wehrer » (voir la liste des auteurs).